# 乌里
乌里（法語：Houry，法語發音：[uʁi]）是法国上法蘭西大區埃纳省的一个市镇，属于韦尔万区。

## 地理
乌里（49°46'58"N, 3°50'59"E）面积3.48 平方千米，位于法国上法蘭西大區埃纳省，该省份为法国北部内陆省份，北起北部省，西接索姆省和瓦兹省，东临阿登省和马恩省，西南至塞纳-马恩省，东北部与比利时接壤。
与乌里接壤的市镇（或旧市镇、城区）包括：格罗纳尔、吕尼、普里斯、罗尼、圣戈贝尔。

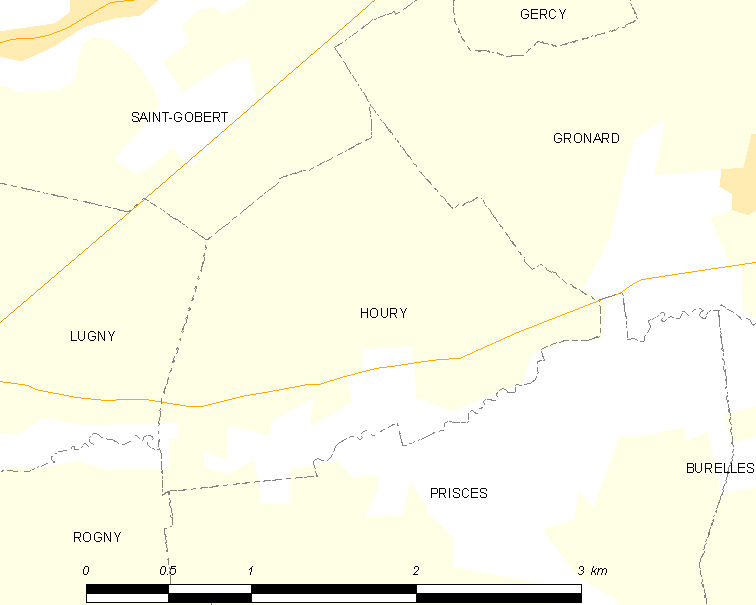
乌里的OSM定位图

乌里的时区为UTC+01:00、UTC+02:00（夏令时）。

## 行政
乌里的邮政编码为02140，INSEE市镇编码为02384。

## 政治
乌里所属的省级选区为韦尔万县。

## 人口

1962-2008年间乌里人口变化图示

乌里于2022年1月1日时的人口数量为58人。